# Arthur Hiller
Arthur Hiller (ur. 22 listopada 1923 w Edmonton, zm. 17 sierpnia 2016 w Los Angeles) – amerykański reżyser filmowy i telewizyjny pochodzenia kanadyjskiego; twórca jednego z najgłośniejszych melodramatów w historii kina Love Story (1970), za którego reżyserię otrzymał swoją jedyną w karierze nominację do Oscara.

## Życiorys
Hiller urodził się w kanadyjskim Edmonton w żydowskiej rodzinie, która wyemigrowała z terenów dzisiejszej Polski jeszcze przed I wojną światową. W 1947 ukończył studia na uniwersytecie w Toronto. Bezpośrednio po studiach pracował w radiu. W latach 50. amerykańska stacja telewizyjna NBC zaproponowała mu reżyserię odcinków popularnych wówczas seriali. Pracował m.in. przy takich produkcjach jak: Alfred Hitchcock przedstawia, Gunsmoke czy Rodzina Addamsów. W 1957 zadebiutował reżyserując swój pierwszy film fabularny. Od tego czasu w ciągu trwającej 50 lat kariery zrealizował 34 filmy; głównie komedie. W latach 60. stworzył m.in. komedię Peneleope (1966) z Natalie Wood w roli tytułowej oraz film wojenny Tobruk (1967). W 1970 przeszedł do historii realizując słynny Love Story na podstawie powieści Ericha Segala. Kolejne sukcesy odnosił realizując takie filmy jak m.in.: Szpital (1971) z główną rolą George’a C. Scotta, Autor! Autor! (1982) z Alem Pacino czy Samotny facet (1984) z udziałem Steve’a Martina. Jest także reżyserem dwóch popularnych komedii z udziałem aktorskiego duetu Gene Wilder i Richard Pryor – Express Srebrna Strzała (1976) oraz Nic nie widziałem, nic nie słyszałem (1989).
Ma na swoim koncie nagrodę Złotego Globu i nominację do Oscara za reżyserię legendarnego melodramatu o miłości silniejszej od śmierci Love Story (1970) z Ali MacGraw i Ryanem O’Neal'em. Był to jeden z najbardziej romantycznych filmów wszech czasów, od dnia premiery cieszący się fenomenalną popularnością.
W 1994 odebrał Medal za Wyjątkowy Wkład w Rozwój Festiwalu Camerimage w Toruniu. W 2006 został odznaczony Orderem Kanady.

## Życie prywatne
Małżeństwo Arthura i Gwen Hillerów było jednym z najdłuższych w filmowym środowisku; trwało 68 lat. Byli małżeństwem od 14 lutego 1948 do śmierci Gwen 24 czerwca 2016. Arthur przeżył żonę o niespełna 2 miesiące, zmarł 17 sierpnia 2016 w Los Angeles. Para miała dwoje dzieci; syna Henryka i córkę Ericę.

## Filmografia
- Cud białych rumaków (1963)
- Amerykanizacja Emily (1964)
- Wszystko dla niej (1965)
- Penelopa (1966)
- Tobruk (1967)
- Za miastem (1970)
- Love Story (1970)
- Szpital (1971)
- Apartament w Hotelu Plaza (1971)
- Człowiek z La Manchy (1972)

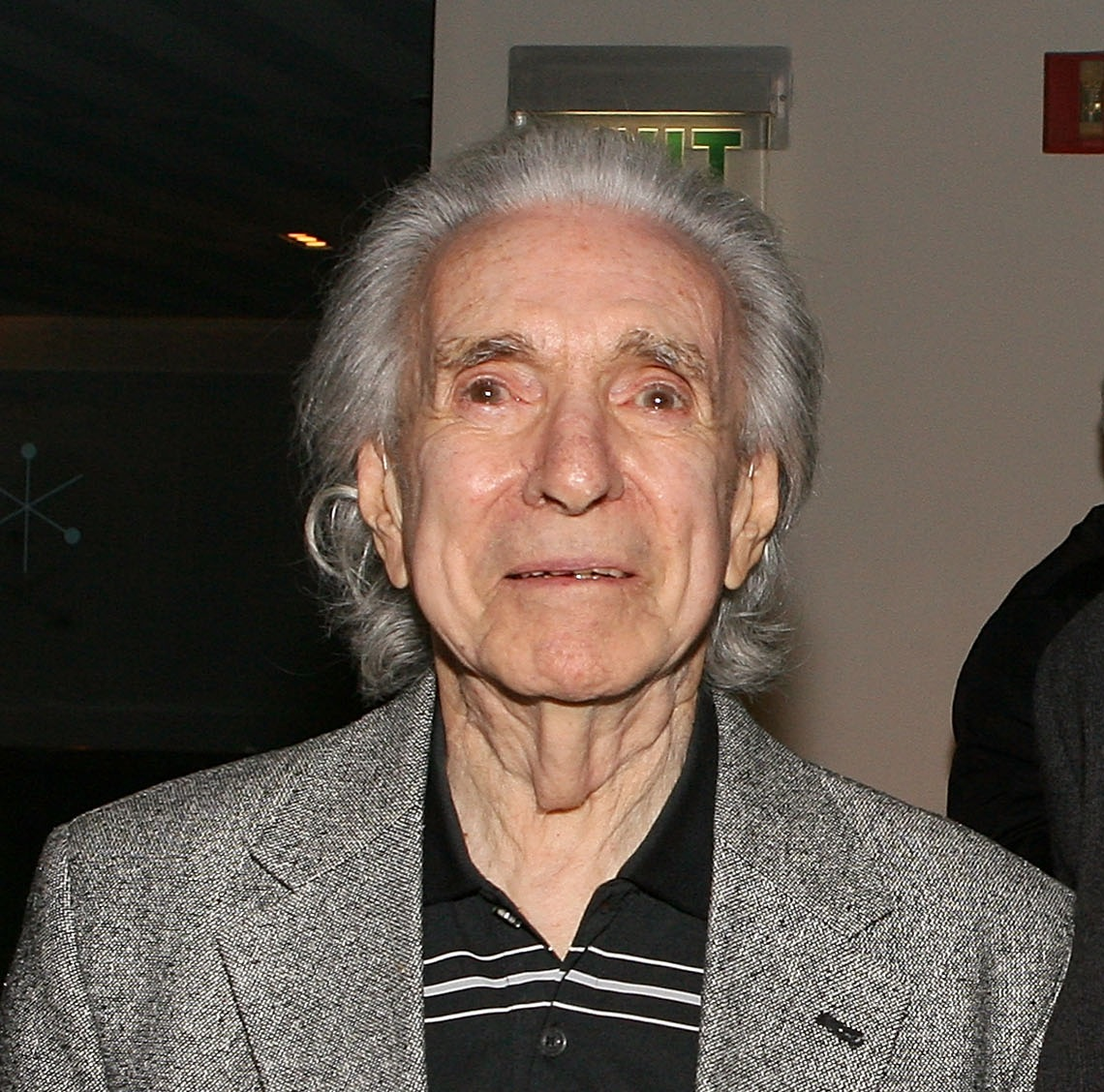
Hiller (2011)

- Człowiek w szklanej kabinie (1975)
- Express Srebrna Strzała (1976)
- Teściowie (1979)
- Nocne skrzydła (1979)
- Kochać się (1982)
- Autor! Autor! (1982)
- Romantyczna komedia (1983)
- Samotny facet (1984)
- Nauczyciele (1984)
- Zwariowane szczęście (1987)
- Nic nie widziałem, nic nie słyszałem (1989)
- Dbać o interes (1990; znany także pt. Szkoła biznesu)
- Poślubieni (1991)
- Babe (1992)
- Bajzel na kółkach (1996)
- Spalić Hollywood (1997; Hiller użył pseudonimu Alan Smithee)
- W krzywym zwierciadle: Kłopoty z Frankiem (2006)